# Kolarstwo na Letnich Igrzyskach Olimpijskich 2020 – wyścig drużynowy kobiet
Wyścig drużynowy kobiet podczas Letnich Igrzysk Olimpijskich 2020 rozegrany został między 2 a 3 sierpnia w Tokio rozgrywany był na torze Izu Velodrome.

## Terminarz
Czas w Tokio (UTC+09:00)
| Data            | Godzina |                |
| --------------- | ------- | -------------- |
| 2 sierpnia 2021 | 15:54   | Eliminacje     |
| 3 sierpnia 2021 | 15:30   | Pierwsza runda |
| 3 sierpnia 2021 | 17:05   | Finały         |

## Wyniki

### Eliminacje
| Pozycja | Państwo           | Zawodniczki                                                               | Wynik    | Uwagi |
| ------- | ----------------- | ------------------------------------------------------------------------- | -------- | ----- |
| 1.      | Niemcy            | Franziska Brauße Lisa Brennauer Lisa Klein Mieke Kröger                   | 4:07,307 | WR    |
| 2.      | Wielka Brytania   | Katie Archibald Laura Kenny Josie Knight Elinor Barker                    | 4:09,022 |       |
| 3.      | Stany Zjednoczone | Jennifer Valente Chloé Dygert Emma White Lily Williams                    | 4:10,118 |       |
| 4.      | Włochy            | Elisa Balsamo Letizia Paternoster Rachele Barbieri Vittoria Guazzini      | 4:11,666 |       |
| 5.      | Francja           | Victoire Berteau Marion Borras Valentine Fortin Marie Le Net              | 4:12,502 |       |
| 6.      | Nowa Zelandia     | Holly Edmondston Bryony Botha Kirstie James Jaime Nielsen                 | 4:12,536 |       |
| 7.      | Australia         | Georgia Baker Annette Edmondson Ashlee Ankudinoff Alexandra Manly         | 4:13,571 |       |
| 8.      | Kanada            | Allison Beveridge Jasmin Glaesser Annie Foreman-Mackey Georgia Simmerling | 4:15,832 |       |

### Pierwsza runda
W pierwszej rundzie podział na poszczególne wyścigi odbył się na podstawie kwalifikacji i odbył się według zasady:
Wyścig 1 : 6 drużyna kwalifikacji z 7 drużyną kwalifikacji

Wyścig 2 : 5 drużyna kwalifikacji z 8 drużyną kwalifikacji

Wyścig 3 : 2 drużyna kwalifikacji z 3 drużyną kwalifikacji

Wyścig 4 : 1 drużyna kwalifikacji z 4 drużyną kwalifikacji
Zwycięzcy wyścigów 3 i 4 awansowali do wyścigu o złoty medal pozostałe 6 zespołów na podstawie uzyskanych czasów walczyło w wyścigach o brązowy medal, piąte, siódme miejsce.
| Pozycja | Wyścig | Kraj              | Zawodniczki                                                               | Wynik    | Uwagi |
| ------- | ------ | ----------------- | ------------------------------------------------------------------------- | -------- | ----- |
| 1.      | 4      | Niemcy            | Franziska Brauße Lisa Brennauer Lisa Klein Mieke Kröger                   | 4:06,159 | FA    |
| 2.      | 3      | Wielka Brytania   | Katie Archibald Laura Kenny Neah Evans Josie Knight                       | 4:06,748 | FA    |
| 3.      | 3      | Stany Zjednoczone | Jennifer Valente Chloé Dygert Emma White Megan Jastrab                    | 4:07,562 | FB    |
| 4.      | 2      | Kanada            | Allison Beveridge Ariane Bonhomme Annie Foreman-Mackey Georgia Simmerling | 4:09,249 | FB    |
| 5.      | 1      | Australia         | Georgia Baker Annette Edmondson Ashlee Ankudinoff Maeve Plouffe           | 4:09,992 |       |
| 6.      | 4      | Włochy            | Elisa Balsamo Letizia Paternoster Rachele Barbieri Vittoria Guazzini      | 4:10,063 |       |
| 7.      | 1      | Nowa Zelandia     | Holly Edmondston Bryony Botha Rushlee Buchanan Jaime Nielsen              | 4:10,223 |       |
| 8.      | 2      | Francja           | Coralie Demay Marion Borras Valentine Fortin Marie Le Net                 | 4:11,888 |       |

### Finały
| Pozycja         | Kraj              | Zawodniczki                                                               | Czas     |
| --------------- | ----------------- | ------------------------------------------------------------------------- | -------- |
| o złoty medal   |                   |                                                                           |          |
| złoto           | Niemcy            | Franziska Brauße Lisa Brennauer Lisa Klein Mieke Kröger                   | 4:04,242 |
| srebro          | Wielka Brytania   | Katie Archibald Laura Kenny Neah Evans Josie Knight                       | 4:10,607 |
| o brązowy medal |                   |                                                                           |          |
| brąz            | Stany Zjednoczone | Jennifer Valente Chloé Dygert Emma White Megan Jastrab                    | 4:08,040 |
| 4.              | Kanada            | Allison Beveridge Ariane Bonhomme Annie Foreman-Mackey Georgia Simmerling | 4:10,552 |
| o 5. miejsce    |                   |                                                                           |          |
| 5.              | Australia         | Georgia Baker Annette Edmondson Ashlee Ankudinoff Maeve Plouffe           | 4:11,041 |
| 6.              | Włochy            | Elisa Balsamo Letizia Paternoster Martina Alzini Vittoria Guazzini        | 4:11,108 |
| o 7. miejsce    |                   |                                                                           |          |
| 7.              | Francja           | Victoire Berteau Marion Borras Valentine Fortin Marie Le Net              | 4:10,388 |
| 8.              | Nowa Zelandia     | Holly Edmondston Bryony Botha Kirstie James Jaime Nielsen                 | 4:10,600 |